# Arechuyvo
Arechuyvo es una población del estado mexicano de Chihuahua, ubicada en el suroeste del mismo, en el municipio de Uruachi.

## Localización y demografía
Arechuyvo se encuentra localizado en el suroeste del estado de Chihuahua, en las coordenadas geográficas 27°52′32″N 108°33′05″O / 27.87556, -108.55139 y a una altitud de 1 636 metros sobre el nivel del mar, en una las zonas más intrincadas de la Sierra Madre Occidental y aisladas del estado de Chihuahua.
De acuerdo con el Censo de Población y Vivienda realizado en 2020 por el Instituto Nacional de Estadística y Geografía, tiene una población total de 228 habitantes, de los que 125 son mujeres y 103 son hombres.